# Bulletin of the London Mathematical Society
Bulletin of the London Mathematical Society ist eine in englischer Sprache erscheinende mathematische Fachzeitschrift, die von der London Mathematical Society herausgegeben wird. 
Sie veröffentlicht Forschungsarbeiten von maximal 20 Seiten Länge, daneben autoritative Überblicksartikel und Nachrufe herausragender Mathematiker.